# Wild Horses
Wild Horses —en español: Caballos salvajes— es una canción de la banda británica de rock The Rolling Stones de su álbum de 1971 Sticky Fingers, escrita por Mick Jagger y Keith Richards. La revista Rolling Stone la colocó en la posición 334 en su lista de las 500 canciones más grandes de la historia del año 2004.

## Inspiración y grabación
Grabada entre diciembre de 1969 y febrero de 1970, a «Wild Horses» le acompaña el rumor de que en origen fue escrita por Richards en respuesta al hecho de tener que dejar a su hijo Marlon, que recién había nacido, para irse de gira con la banda. Aunque se dice que Jagger reescribió la mayoría de esta canción para reflejar el final de su relación con Marianne Faithfull, Jagger en persona declaró en la colección de los Stones Jump Back: The Best of The Rolling Stones:

Todo el mundo siempre dice que esto fue escrito sobre Marianne pero yo no lo veo así, todo eso estaba ya acabado por entonces. Pero me encontraba tremendamente conmovido por esta canción.

Originalmente grabada durante un período de tres días del 2 al 4 de diciembre de 1969, sin la asistencia del productor Jimmy Miller, en estudio Muscle Shoals en Alabama; mientras que Albert y David Maysles estaban rodando la película Gimme Shelter. La canción fue lanzada un año más tarde debido a la disputa legal que tenían los stones con la discográfica anterior, junto con «Brown Sugar», son las composiciones de los Stones del álbum Sticky Fingers, en las que ABKCO Records es copropietario de los derechos.

## Lanzamiento y legado
Sacada como el segundo sencillo del álbum en junio de 1971, solo en los Estados Unidos, «Wild Horses» llegó al 28 en el Billboard Hot 100.
La banda grabó un trabajo reformado para su álbum acústico en directo de Stripped, y fue relanzada como sencillo a principios de 1996.
Una versión temprana y acústica de «Wild Horses» fue lanzada en la versión Deluxe y Super Deluxe del reeditado álbum Sticky Fingers el 8 de junio de 2015.
La canción aparece en los DVD de conciertos de la banda: Bridges to Babylon Tour '97 -98 (1998), Four Flicks (2003) y The Biggest Bang (2007).
La exesposa de Jagger, Jerry Hall, ha nombrado a «Wild Horses» como su canción favorita de los Stones.
Una versión instrumental de la canción aparece durante los créditos finales de la película Shine a Light (2008), un documental de los Stones dirigido por Martin Scorsese.
En 2011 la cantante y actriz Elizabeth Gillies realizó una versión de la canción.

## Personal
Acreditados:
- Mick Jagger: voz principal y coros
- Keith Richards: guitarra eléctrica, guitarra acústica de 12 cuerdas y coros
- Mick Taylor: guitarra acústica
- Bill Wyman: bajo
- Charlie Watts: batería
- Jim Dickinson: piano

## Posicionamiento en las listas
| Listas (1971)                      | Mejor posición |
| ---------------------------------- | -------------- |
| Canadá (RPM Hot 100)               | 11             |
| Estados Unidos (Billboard Hot 100) | 28             |
| Listas (1996)                      | Mejor posición |
| Canadá (RPM Hot 100)               | 59             |
| Suecia (Sverigetopplistan)         | 53             |

## Versiones de otros artistas
Un año antes de su lanzamiento en Sticky Fingers, Gram Parsons convenció a Jagger y Richards para grabar «Wild Horses» con su banda, The Flying Burrito Brothers. Se habían hecho buenos amigos con Richards, tras sus aportes en los arreglos de «Country Honk» de Let It Bleed. La canción fue incluida en el álbum Burrito Deluxe, lanzado en abril de 1970 por A&M Records.
Ha resultado ser una canción popular para otros artistas, que la versionaron. Así ocurrió con Summerhill, Old and in the Way, The Sundays, Guns N' Roses, Leon Russell (el cual hace una versión en directo tocándola al estilo bluegrass), Bush, Tori Amos, Labelle, The Lovemongers con Chris Cornell, Dave Matthews, Garbage, Charlote Martin, Melanie Safka, y más recientemente Alicia Keys, Shery Crowl, Adam Levine, Tre Lux, Iron & Wine, Deacon Blue, Elisa y Susan Boyle. La versión de The Sundays fue utilizada en un anuncio de Budweiser a comienzos de los 90.